# Ben Pearson
Benjamin David Pearson (Oldham, Inglaterra,  4 de enero de 1995) es un futbolista inglés que juega como centrocampista para el Stoke City F. C.
Se unió al United a la edad de 9 años en julio de 2004 y se abrió camino a través de la academia. Se unió al Barnsley F. C. en préstamo por un mes en enero de 2015, este se ampliaría a un préstamo por toda la temporada. También ha representado a Inglaterra a nivel internacional en categorías inferiores, jugando para las categorías sub-16, sub-17, sub-18, sub-19 y sub-20.

## Trayectoria

### Clubes
Nacido en Oldham, Pearson comenzó su carrera en el fútbol con el Manchester United, uniéndose a su academia como un niño de nueve años, en julio de 2004. Hizo su debut para los sub-18 con 14 años de edad, en un amistoso contra el club de Malta, Hibernians el 28 de octubre de 2009. Después de aparecer como suplente en un partido de Liga ante el Crewe Alexandra el 17 de diciembre de 2010, hizo su debut para los sub-18 el 16 de abril de 2011, al entrar en el minuto 63 sustituyendo al lesionado Charni Ekangamene en la derrota por 6-0 contra el Liverpool. En julio de 2011, Pearson era parte del equipo sub-17 del Manchester United que alcanzó la final de la Milk Cup, donde perdieron 5-1 contra la Academia ASPIRE de Catar.
Dos semanas más tarde, Pearson fue nombrado como uno de los 16 mejores estudiantes de la academia de primer año para la temporada 2011-12. Él hizo seis apariciones (cuatro desde el banquillo) antes de ser baja por un ataque de fiebre glandular en noviembre de 2011. Hizo su regreso cuatro meses más tarde, en un empate 3-3 en casa contra el Sunderland el 10 de marzo de 2012; después de que el United estuviera 3-0 arriba, cometió el penalti que dio lugar al gol de Sunderland. Después de jugar 76 minutos de la primera etapa en la semifinal de la FA Youth Cupcontra el Chelsea el 16 de marzo, Pearson anotó su primer gol para los Sub-18 en la victoria por 2-1 sobre el Newcastle el 31 de marzo. Para el final de la temporada, Pearson se había convertido en uno de los fijos en los sub-18, terminando la temporada con 16 apariciones.
Pearson comenzó la temporada 2012-13 con un gol en cada uno de los dos primeros partidos de los sub-18, contra el Stoke City y el Tottenham Hotspur. A principios de febrero de 2013, Pearson había aparecido en 13 de 14 partidos para los sub-18, lo que lleva a su debut con la sub-21 el 6 de febrero, al entrar como sustituto de Charni Ekangamene en la victoria 7-0 sobre el Oldham Athletic en la Manchester Senior Cup. Pearson estuvo presente para los sub-18 en los últimos 12 partidos de la temporada, y por sus actuaciones le valió el Jimmy Murphy Young Player of the Year award de 2012-13. Con la temporada de los sub-18 terminó, se unió a la sub-21 de nuevo para sus últimos cuatro partidos de la temporada, la primera de las cuales fue otro encuentro en la Manchester Senior Cup contra el Oldham, en el que jugó 69 minutos en el que el United estaba arriba 3-1 antes de ser reemplazado por Andreas Pereira. La temporada de Pearson culminó con una aparición en la final de la Under-21 Premier League ante el Tottenham en el Old Trafford el 20 de mayo, en el que fue sustituido por Tom Lawrence después de 56 minutos.
La temporada 2013-14 comenzó para Pearson con la final de la Lancashire Senior Cup de la temporada anterior, el 6 de agosto de 2013, ingresando por el goleador Davide Petrucci a los 81 minutos cuando el United venció al Manchester City por 2-1. Su siguiente aparición fue para la sub-19 el 17 de septiembre, al vencer al Bayer Leverkusen por 4-3 en casa en el partido inaugural de la primera edición de la Liga Juvenil de la UEFA; Pearson marcó el segundo gol del United. En el tercer partido de la competición el 23 de octubre, fue expulsado en los últimos segundos, el United perdió 1-0 en casa ante la Real Sociedad. Pearson fue un habitual en la sub-21 para el resto de la temporada, hizo un total de 17 apariciones en todas las competiciones, además de las cinco de la UEFA Youth League.
Después de siete partidos fuera para los sub-21 comenzando la temporada 2014-15, Pearson se unió a la League One al Barnsley en préstamo por un mes, el 8 de enero de 2015. Dos días después, hizo su debut profesional, jugando los 90 minutos de la victoria por 2-0 en casa sobre el Yeovil Town. Marcó su primer gol en el partido del Barnsley en casa contra el Port Vale el 31 de enero, anotando su segundo gol justo después del descanso en la victoria por 2-1.

### Carrera internacional
Pearson hizo su debut internacional para Inglaterra sub-16 en la victoria por 2-1 en casa ante Escocia el 30 de marzo de 2011. Él hizo tres apariciones más para la sub-16, contra Uruguay, los Emiratos Árabes Unidos y Guinea. Antes de finalizar el año, hizo cuatro partidos con la sub-17, incluyendo victorias sobre Italia y los Países Bajos.
La impresionante forma de Pearson en el Manchester United en 2012-13 lo llevó a un llamad a las filas de Inglaterra sub-18 en marzo de 2013, y a pesar de no ser el capitán en su club, se le pidió que lo fuera en el equipo nacional el cual terminó en derrota por 1-0 ante Bélgica, el 30 de marzo. Él sólo hizo una aparición en la sub-18 antes de hacer el salto a la sub-19 en mayo de 2013, haciendo su debut contra Georgia el 24 de mayo. Jugó en los tres partidos en la ronda de clasificación de la 2014 UEFA European Under-19 Championship, marcando dos goles en la victoria por 7-0 sobre Andorra donde Inglaterra terminó primero en su grupo por delante de Suiza y Eslovenia.
Hizo una aparición para Inglaterra sub-20 en octubre de 2014, en una victoria por 3-2 sobre los Países Bajos, en donde fue sustituido por Harrison Reed en el primer minuto del tiempo de descuento.

## Estadísticas
| Barnsley F. C. Inglaterra                                                                   | 3.ª           | 2014-15       | 22  | 1 | —  | — | — | — | 22  | 1 |
| Barnsley F. C. Inglaterra                                                                   | 3.ª           | 2015-16       | 23  | 1 | 6  | 1 | — | — | 29  | 2 |
| Barnsley F. C. Inglaterra                                                                   | Total club    | Total club    | 45  | 2 | 6  | 1 | 0 | 0 | 51  | 3 |
| Preston North End F. C. Inglaterra                                                          | 2.ª           | 2015-16       | 15  | 0 | —  | — | — | — | 15  | 0 |
| Preston North End F. C. Inglaterra                                                          | 2.ª           | 2016-17       | 31  | 1 | 3  | 0 | — | — | 34  | 1 |
| Preston North End F. C. Inglaterra                                                          | 2.ª           | 2017-18       | 35  | 0 | 0  | 0 | — | — | 35  | 0 |
| Preston North End F. C. Inglaterra                                                          | 2.ª           | 2018-19       | 30  | 0 | 2  | 0 | — | — | 32  | 0 |
| Preston North End F. C. Inglaterra                                                          | 2.ª           | 2019-20       | 38  | 1 | 0  | 0 | — | — | 38  | 1 |
| Preston North End F. C. Inglaterra                                                          | 2.ª           | 2020-21       | 9   | 0 | 2  | 0 | — | — | 11  | 0 |
| Preston North End F. C. Inglaterra                                                          | Total club    | Total club    | 158 | 2 | 7  | 0 | 0 | 0 | 165 | 2 |
| AFC Bournemouth Inglaterra                                                                  | 2.ª           | 2020-21       | 18  | 0 | 2  | 0 | — | — | 20  | 0 |
| AFC Bournemouth Inglaterra                                                                  | 2.ª           | 2021-22       | 23  | 0 | 3  | 0 | — | — | 26  | 0 |
| AFC Bournemouth Inglaterra                                                                  | 1.ª           | 2022-23       | 7   | 0 | 2  | 0 | — | — | 9   | 0 |
| AFC Bournemouth Inglaterra                                                                  | Total club    | Total club    | 48  | 0 | 7  | 0 | 0 | 0 | 55  | 0 |
| Stoke City F. C. Inglaterra                                                                 | 2.ª           | 2022-23       | 14  | 0 | 0  | 0 | — | — | 14  | 0 |
| Stoke City F. C. Inglaterra                                                                 | 2.ª           | 2023-24       | 29  | 0 | 3  | 0 | — | — | 32  | 0 |
| Stoke City F. C. Inglaterra                                                                 | 2.ª           | 2024-25       | 13  | 0 | 1  | 0 | — | — | 14  | 0 |
| Stoke City F. C. Inglaterra                                                                 | Total club    | Total club    | 56  | 0 | 4  | 0 | 0 | 0 | 60  | 0 |
| Total carrera                                                                               | Total carrera | Total carrera | 307 | 4 | 24 | 1 | 0 | 0 | 331 | 5 |
| (1) Incluye datos de Copa de la Liga de Inglaterra, FA Cup y EFL Trophy. Fuente: Soccerbase |               |               |     |   |    |   |   |   |     |   |